# Hemvändardag
Hemvändardag är en tradition att välkomna tillbaka före detta elever eller invånare på en ort eller skola. Även föreningar kan ha liknande evenemang.